# Ягідне (Олександрійський район)
Я́гідне — село в Україні, у Приютівській селищній громаді Олександрійського району Кіровоградської області. Населення становить 22 осіб.

## Географія
Село Ягідне розташоване на півкілометра північніше села Березівка біля залізничної лінії дільниці Кременчук — Користівка.
Східною околицею село примикає до Костянтинівського вугільного розрізу.

## Населення
Згідно з переписом УРСР 1989 року чисельність наявного населення села становила 36 осіб, з яких 14 чоловіків та 22 жінки.
За переписом населення України 2001 року в селі мешкали 22 особи.

### Мова
Розподіл населення за рідною мовою за даними перепису 2001 року:
| Мова       | Відсоток |
| ---------- | -------- |
| українська | 90,91 %  |
| російська  | 9,09 %   |